# Rolf Storm
Rolf Edvard Storm (ur. 5 sierpnia 1930 w Norrköping, zm. 23 lipca 2000 tamże) – szwedzki pięściarz. Reprezentant kraju podczas igrzysk olimpijskich w 1952 w Helsinkach. 
Na igrzyskach w Helsinkach wystąpił w turnieju wagi półciężkiej. W pierwszej rundzie miał wolny los, w drugiej przegrał z Antonio Pacenzą z Argentyny.